# 中尊寺金色堂

金色堂

中尊寺金色堂（日语：／）是位于日本岩手县西磐井郡平泉町中尊寺内的一座佛堂，建于平安时代后期。它由奥州藤原氏初代当主藤原清衡于天治元年（1124年）创建，与平等院凤凰堂并列为平安时代净土宗建筑的代表作，汇集当时的最高技艺，现被指定为日本国宝。该佛堂的所有者为宗教法人金色院
如其名“金色堂”所示，该佛堂内外全部贴覆金箔，从门扉、墙壁、屋檐到缘边和地面，皆是在涂漆的基础上贴上金箔完成的。不过，唯有木瓦部分在拆解修缮时未能确认有金箔的痕迹，因此未作金箔覆盖处理。